# 坚决行动突击营
坚决行动突击营（英語：Commando Battalion for Resolute Action，缩写为CoBRA），简称眼镜蛇（CoBRA，意为眼镜蛇），是印度中央后备警察部队的特殊单位，精通游击战术和丛林作战，因反纳萨尔派而组建，目前编制十个营。眼镜蛇是印度最有经验的和成功的执法单位之一。

## 概述

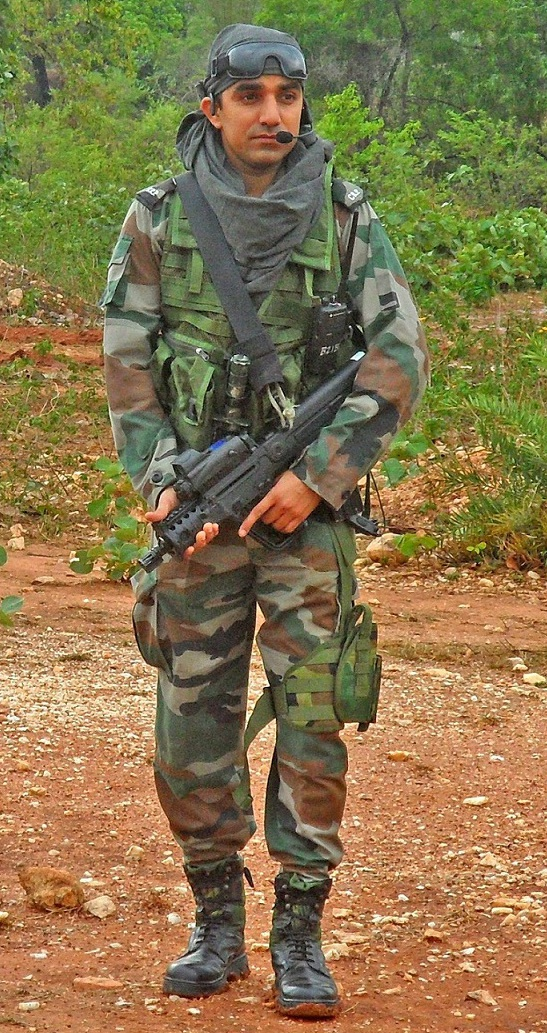
眼镜蛇成员

2008年8月12日，印度政府批准组建10个眼镜蛇营约一万人以对抗纳萨尔派。至2011年10个营均开始运作。
眼镜蛇成员训练有素，擅长在最艰难的地形进行多任务技能作战。眼镜蛇成员接受游击战、实地工程、爆炸物追踪、丛林生存技术和与反叛者作战战术的训练。专业训练计划包括丛林战、行动规划和执行、身体耐力，地图阅读和全球定位系统、情报、直升机滑行。情报机构开设特别情报课程，训练情报搜集能力。
眼镜蛇在2011年前杀死61名纳萨尔派并逮捕866名嫌疑犯，回收了大量的武器、弹药和爆炸物。眼镜蛇营获得了200多个嘉奖碟，包括09勇气勋章（09 Gallantry Medal），和两个勇敢轮型勋章（Shaurya Chakra）。

## 装备
眼镜蛇部隊是该国装备最好的中央武装警察单位，一个普通的眼镜蛇步兵排装备了：
1. 英萨斯突击步枪
2. AKM突击步枪
3. IWI塔沃爾X95突擊步槍
4. 勃朗宁大威力手枪
5. 格洛克手枪
6. HK MP5冲锋枪
7. 卡尔·古斯塔夫无后坐力炮[來源請求]

眼镜蛇也有高科技的电子监视设备，以及受过良好训练的狙击小队，装备了：
1. SVD狙击步枪
2. 毛瑟SP66狙击步枪
3. HK PSG1狙击步枪[6]

眼镜蛇的所有装备都是由印度国防部军械工厂委员会控制的印度军械工厂自行生产的。

## 训练
眼镜蛇成员在贝尔高姆和科拉普特的中央后备警察部队精英丛林战机构接受培训。他们的训练制度和持续时间与印度国家安全卫队突击队的训练制度类似。主要战术聚焦于丛林战。他们擅长伪装和丛林战。眼镜蛇的每一位成员都经过像伞兵团那样的直升机训练。突击队员进行定期的进修训练，以检查他们的身体和射击技能是否合格。他们的作用是进行侦察和长距离巡逻，收集有关叛乱分子下落的情报，并在需要时进行伏击和精确打击。他们的狙击小队也可以用来打击关键目标。
在贝尔高姆或科拉普特进行了3个月的严格培训（与国家安全卫队相同）之后，眼镜蛇成员将被部署到各自的单位进行反纳萨尔派活动。